# Арно, Анри
Анри Арно или Энрике Арно (фр. Henri Arnaud) (10 сентября 1641 года, Амбрён — 8 сентября 1721 года, Шёненберг) — вождь пьемонтских вальденсов, который возглавил их восстание против тирании герцога Савойи Виктора-Амадея.

## Биография
Анри Арно родился в Амбрёне, во Франции. Его родители — кальвинист Эмбрун Арно и вальденка Маргерит Гозио (Gosio). Около 1650 года его семья перебралась в долину Лузерна, откуда были родом материнские предки. Здесь юноша получил начальное образование под руководством старосты соседней деревни Ля-Тур (la Tour, Torre Pellice). Затем он обучился в кальвинистском колледже в Базеле и в академии в Женеве. После возвращения на родину в 1685 году стал пастором общины в Ля-Тур.
В 1686 году герцог Савойи Виктор Амадей II, после заключения союза с Францией, начал политику изгнания вальденсов из долин, где они проживали веками. Арно и 3000 его земляков нашли временное убежище в Швейцарии. После того, как сочувствовавший им штатгальтер Вильгельм Оранский стал королём Англии, вальденсы попытались вернуться на родину. 17 августа 1689 года около 1000 человек, возглавляемых Арно и Джошуа Джанавелом, покинули деревню Ньон на берегу Женевского озера и начали свой путь через горные перевалы в Пьемонт. Вскоре они достигли скальной крепости Бальсилль, где 24 октября были атакованы превосходящими силами короля Франции Людовика XIV и герцога Савойи. Началась планомерная осада, продолжавшаяся всю последующую осень, зиму и начало весны. Наконец, 14 мая 1689 года Арно был вынужден вместе со своими последователями покинуть этот регион и искать убежища в Ангронья.
Ситуация изменилась, когда Виктор Амадей решил переменить свою политическую ориентацию и вместо союзника Франции стать союзником Англии и Голландии. Тогда в течение 6 лет вальденсы помогали герцогу, вступая в боевые действия с французскими войсками. Однако, в 1696 году герцог вновь стал союзником Франции и возобновил преследование вальденсов, которые были вынуждены бежать в Германию.
После изгнания вальденсов из Пьемонта, Арно поселился со своими прихожанами в Шёненберге, деревне прихода Дюррменц, к северо-западу от Штутгарта. Здесь он написал книгу «История славного возвращения вальденсов в их долины» (фр. Histoire de la glorieuse rentrée des Vaudois dans leurs vallée), которую посвятил английской королеве Анне. В 1827 году книга была переведена на английский, а затем и на голландский языки.

## Память
В память об Анри Арно установлено несколько памятников, в том числе в Рутесхайме, Дюрренмерце и Торре-Пелличе.